# Jüdischer Friedhof (Sörgenloch)

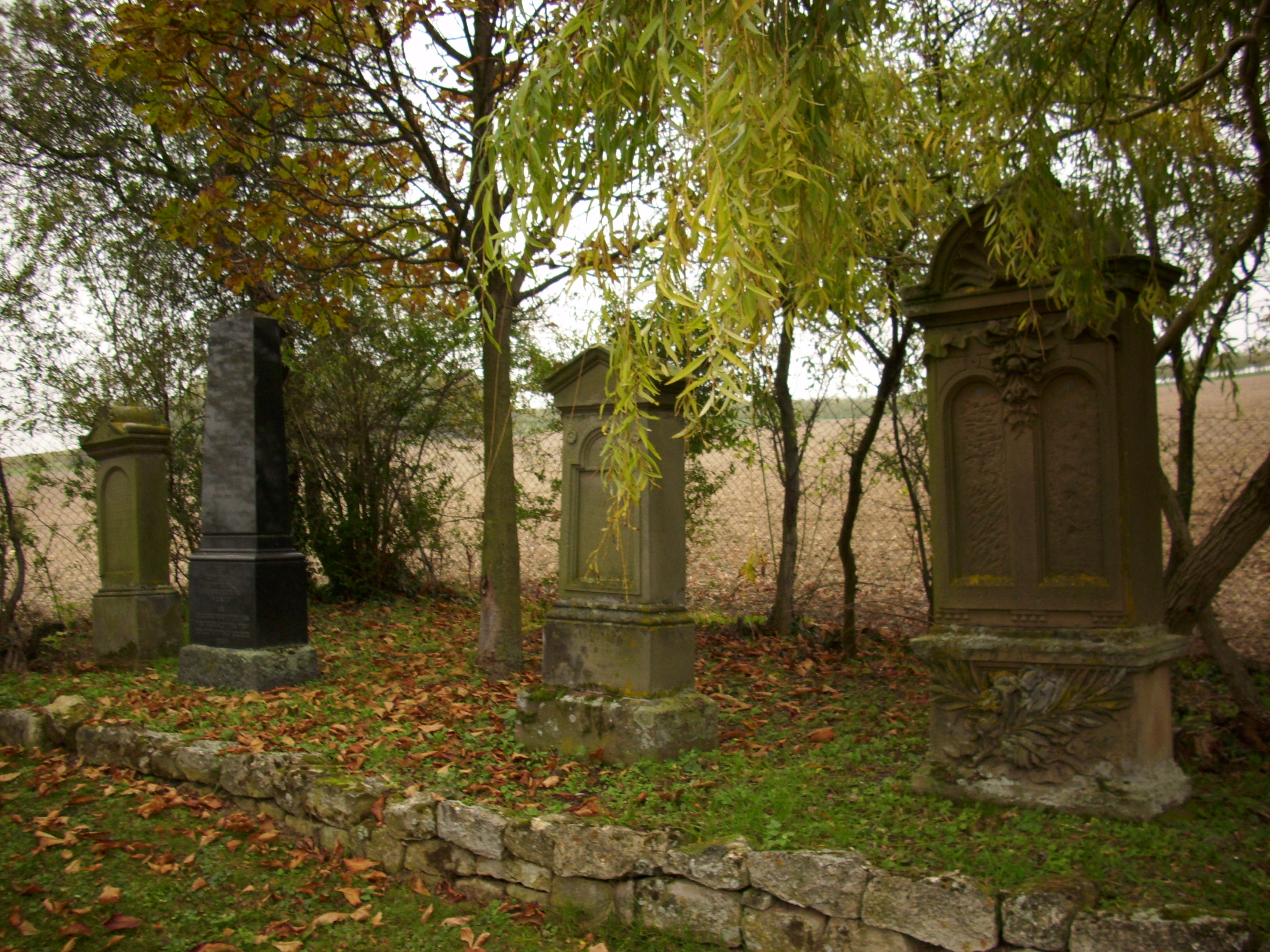
Jüdischer Friedhof Sörgenloch

Der Jüdische Friedhof Sörgenloch in der Gemeinde Sörgenloch im Landkreis Mainz-Bingen in Rheinland-Pfalz ist ein geschütztes Kulturdenkmal. 
Der jüdische Friedhof an der Straße „An der Oberhecke“
wurde wohl um 1880 als kleine Rechteckanlage neu angelegt und bis zum Jahr 1906 belegt. Auf dem 325 m² großen Friedhof sind vier Grabsteine vorhanden.